# Hannah Barnes
Hannah Mary Barnes (Tunbridge Wells, 4 mei 1993) is een Brits voormalig wielrenster.

## Carrière
Bij de jeugd was Barnes, zoals de meeste Angelsaksische renners, ook actief in het baanwielrennen. Hierin veroverde ze verschillende nationale titels, zowel in de jeugdreeksen als bij de elite. In 2013 schakelde ze volledig over naar het wegwielrennen en in 2014 werd ze prof bij het pas opgerichte Amerikaanse UnitedHealthcare Women's Team. Ze boekte in januari van dat jaar ook haar eerste UCI overwinning in haar carrière: ze won de openingsrit van de vrouweneditie van de Ronde van San Luis in de massaspurt. Een jaar later won ze naast de eerste ook de tweede rit in deze ronde. Verder won ze ook nog een rit in de Ronde van de Gila en een rit in de ronde van haar thuisland. Hier wist ze ook het klassement voor beste jongere te winnen.

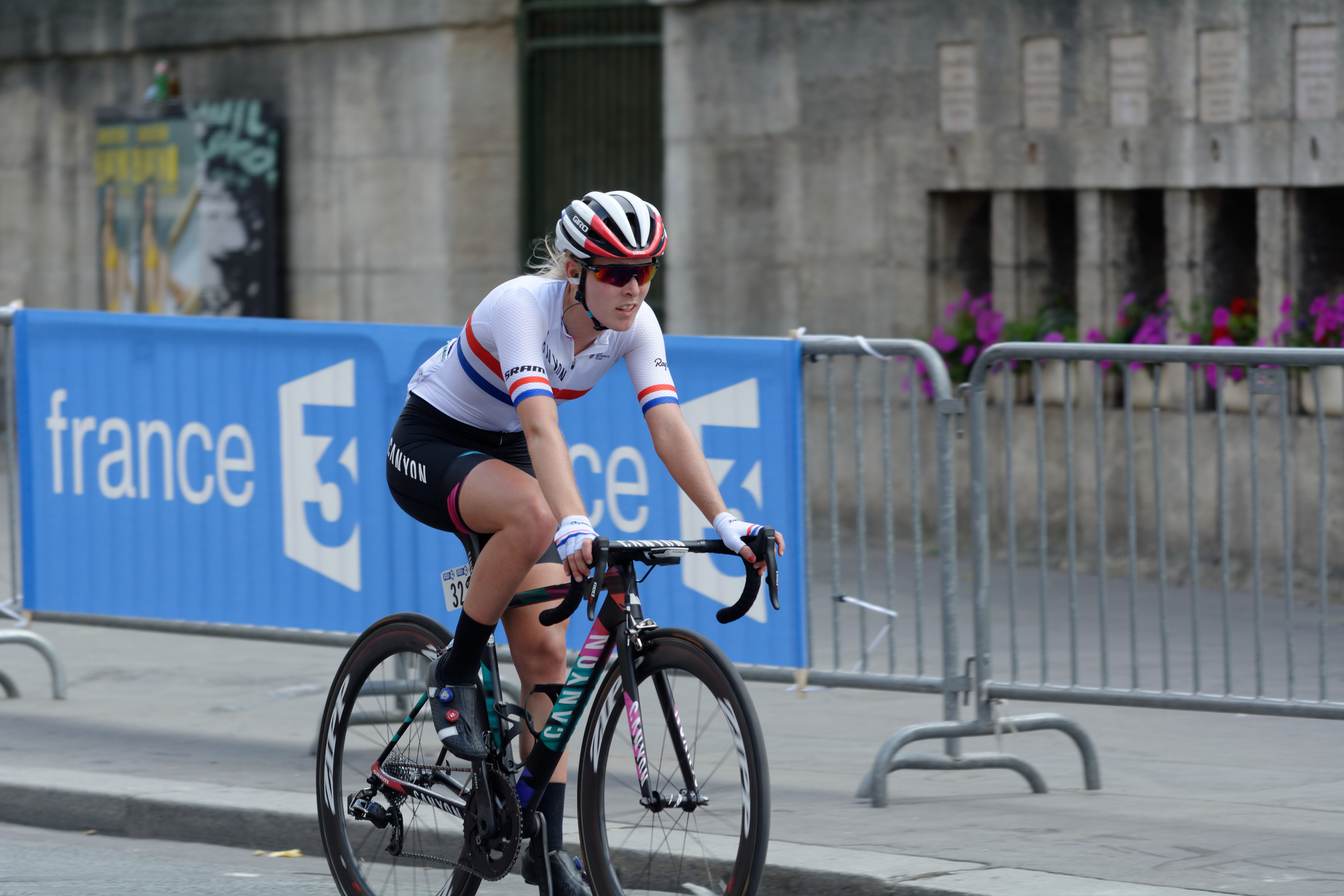
Barnes tijdens La Course 2016 in de Britse kampioenstrui

Begin 2016 verruilde Barnes Unitedhealthcare voor Canyon-SRAM. Met dit team won ze zilver tijdens de WK ploegentijdrit en ze werd dat jaar Brits kampioene op de weg. Eén jaar later werd ze twee keer tweede in The Women's Tour 2017 en won ze zilver en brons in de nationale kampioenschappen. Eén week erna boekte ze haar eerste zege in de World Tour; ze won de 3e etappe van de Giro Rosa.

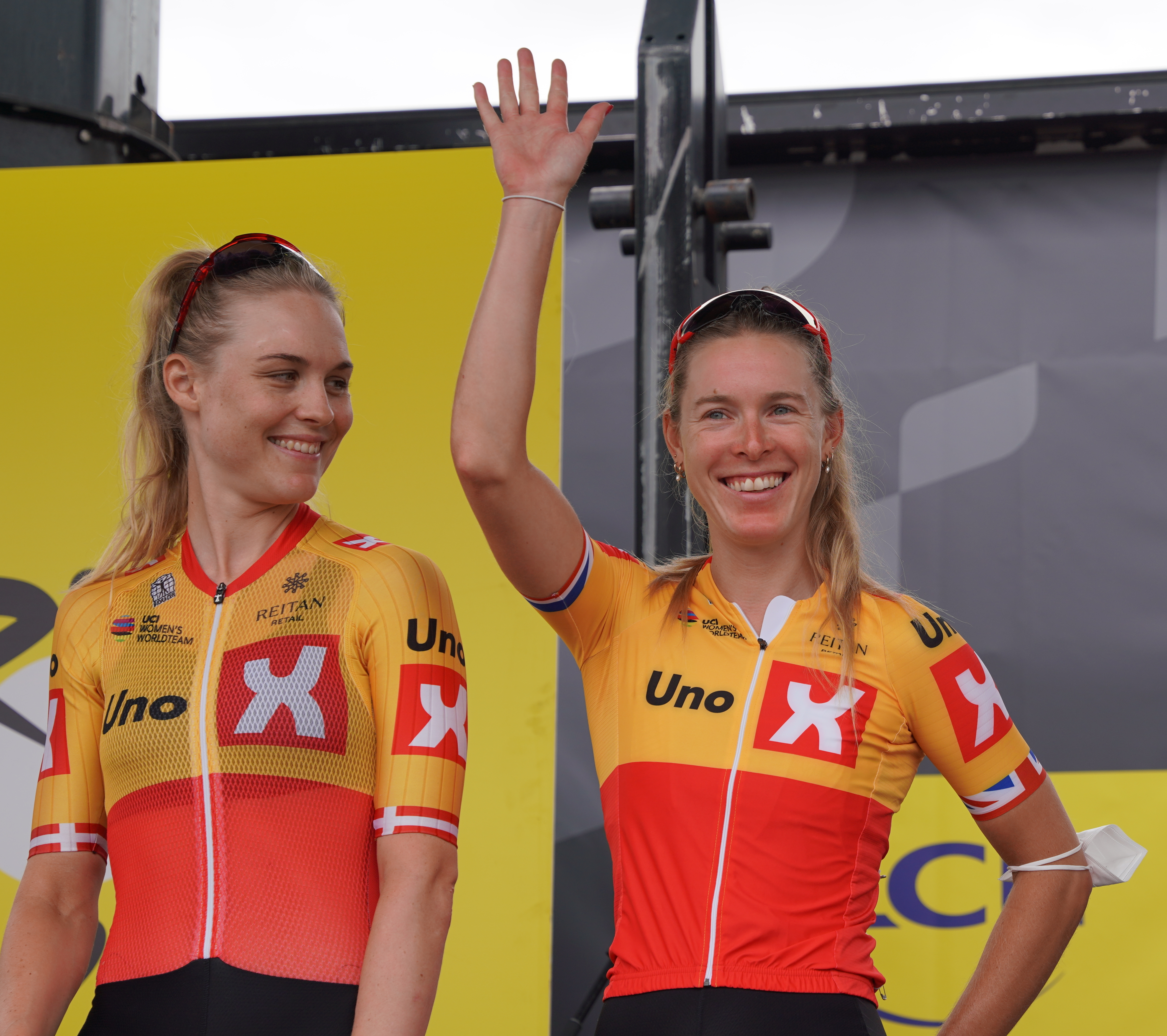
In de Tour de France Femmes 2022

Na zes seizoenen bij Canyon-SRAM, stapte ze in 2022 over naar de Noorse ploeg Uno-X. Na 2023 hing ze haar fiets aan de wilgen.

### Privé
Hannah Barnes is de oudere zus van Alice Barnes, die ook wielrenster was. Ze is getrouwd met oud-wielrenner Sam Bewley, met wie ze samen een dochter kreeg in juli 2024. Hiervoor had ze een relatie met Tao Geoghegan Hart.

## Palmares
2014- 1 zege
- 1e etappe Ronde van San Luis

2015- 5 zeges
- GP San Luis Femenino
- 1e en 2e etappe Ronde van San Luis
- 4e etappe Ronde van de Gila
- 5e etappe The Women's Tour

2016 - 1 zege
- Brits kampioene op de weg, Elite
- WK ploegentijdrit

2017 - 1 zege
- Brits kampioenschap tijdrijden
- Brits kampioenschap op de weg
- 3e etappe Giro Rosa

2018 - 4 zeges
- Brits kampioene tijdrijden, Elite
- Eindklassement Setmana Ciclista Valenciana
  - 1e en 4e etappe

### Resultaten in voornaamste wedstrijden
| Jaar | Gent-Wevelgem | Ronde van Vlaanderen | Parijs-Roubaix | Amstel Gold Race | Luik-Bast.‑Luik | Waalse Pijl | Le Samyn | Omloop Het Nieuwsblad |  | WK op de weg |
| ---- | ------------- | -------------------- | -------------- | ---------------- | --------------- | ----------- | -------- | --------------------- |  | ------------ |
| 2014 |               |                      |                |                  |                 |             |          |                       |  | opgave       |
| 2016 |               |                      |                |                  |                 | 106e        |          |                       |  | 76e          |
| 2017 | 15e           | 19e                  |                |                  | 86e             | 70e         | 7e       |                       |  | 14e          |
| 2018 | 6e            | 45e                  |                |                  |                 |             |          |                       |  | 45e          |
| 2019 | 87e           |                      |                |                  | 65e             | 75e         |          | 28e                   |  | 62e          |
| 2020 | 16e           | 46e                  |                |                  | 6e              | 20e         |          | 16e                   |  | 36e          |
| 2021 | 18e           | 65e                  | 59e            |                  | 55e             | 78e         |          | 5e                    |  |              |
| 2022 |               | 72e                  | 83e            | 74e              |                 | 90e         | 51e      | 63e                   |  |              |
| 2023 |               |                      |                |                  |                 |             |          | opgave                |  |              |

## Ploegen
- 2014 –  UnitedHealthcare Women's Team
- 2015 –  UnitedHealthcare Women's Team
- 2016 –  Canyon-SRAM
- 2017 –  Canyon-SRAM
- 2018 –  Canyon-SRAM
- 2019 –  Canyon-SRAM
- 2020 –  Canyon-SRAM
- 2021 –  Canyon-SRAM
- 2022 –  Uno-X Pro Cycling Team
- 2023 –  Uno-X Pro Cycling Team